# Вахрушевская (Вологодская область)
Вахрушевская — деревня в Сямженском районе Вологодской области.
Входит в состав Двиницкого сельского поселения, с точки зрения административно-территориального деления — в Двиницкий сельсовет.
Расстояние по автодороге до районного центра Сямжи — 55 км, до центра муниципального образования Самсоновской — 4 км. Ближайшие населённые пункты — Самсоновская, Макаровская, Никулинская.
По переписи 2002 года население — 26 человек (11 мужчин, 15 женщин). Всё население — русские.